# Dmitrijewka (rejon chocholski)
Dmitrijewka (ros. Дмитриевка) – wieś w Rosji, w obwodzie woroneskim, w rejonie chocholskim. W 2010 liczyła 129 mieszkańców.